# میزیا

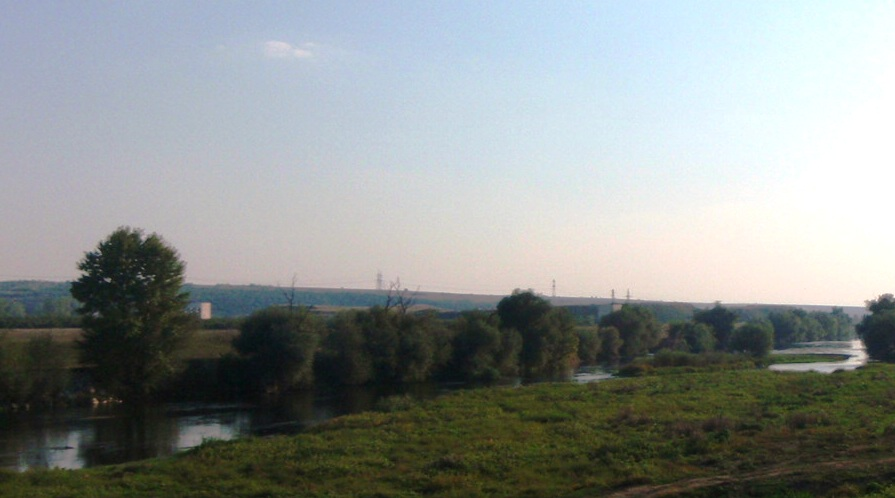
نمایی از میزیا، شهری در استان وراتسا کشور بلغارستان - ۲۰۰۹

میزیا شهری در استان وراتسا کشور بلغارستان است که جمعیت آن در سال ۲۰۰۱ میلادی ۳٬۸۱۰ نفر بوده‌است.